# Convenzione delle Istituzioni Repubblicane
La Convenzione delle Istituzioni Repubblicane (in francese Convention des institutions républicaines, CIR) è stato un partito politico francese attivo dal 1964 al 1971.

## Storia
Fondato da François Mitterrand, aveva una posizione socialista e repubblicana. Il soggetto sorse come associazione politica, ma divenne un vero e proprio partito in occasione delle elezioni presidenziali del 1965, quando si presentò nella Federazione della Sinistra Democratica e Socialista insieme alla Sezione Francese dell'Internazionale Operaia, al Partito Radicale e ad altre formazioni minori. L'alleanza era volta a sostenere la candidatura di Mitterrand contro Charles de Gaulle, che però ottenne la vittoria.
Il partito confluì durante il Congresso di Épinay nel giugno 1971 nel Partito Socialista, di cui Mitterrand diverrà successivamente leader.